# 4299 WIYN
4299 WIYN eller 1952 QX är en asteroid i huvudbältet, som upptäcktes 28 augusti 1952 av Indiana Asteroid Program vid Indiana University Bloomington med Goethe Link Observatory. Asteroiden har fått sitt namn efter WIYN Consortium.
Asteroiden har en diameter på ungefär 7 kilometer.